# Ill-Young Kim
Ill-Young Kim (ur. 13 maja 1973 w Kolonii) – niemiecki muzyk, aktor filmowy i telewizyjny, od kwietnia 2001 do stycznia 2003 roku prowadził również program Electronic Beats w stacji Viva Zwei oraz VIVA.

## Dyskografia
- 2000: Spielzeug

## Filmografia

### Filmy kinowe
- 1999: St. Pauli Nacht jako Rasta Robby
- 2000: Tolle Lage jako Pit Sun
- 2000: Fandango jako Akira
- 2002: Ani ryba, ani ptak (Nicht Fisch, nicht Fleisch) jako Michael
- 2008: Fast Track: No Limits jako Markus

### Filmy TV
- 2001: Das Staatsgeheimnis jako Kim Chong
- 2008: Schade um das schöne Geld jako dziennikarz 1

### Seriale TV
- 2001: HeliCops – Einsatz über Berlin jako Ryuchi
- 2004: Berlin, Berlin jako Cha
- 2004: Nachtschicht jako Floyd Kim
- 2005: Tatort jako kurier rowerowy
- 2005: Nachtschicht jako Floyd Kim
- 2007: KDD – Kriminaldauerdienst jako Min-Song Park
- 2008: Schimanski jako Patolog